# دهستان اندوهجرد
اندوهجرد، دهستانی از توابع بخش شهداد شهرستان کرمان در استان کرمان ایران است.

## جمعیت
براساس سرشماری سال ۱۳۸۵جمعیت آن ۹۱۵نفر (۲۲۶خانوار) بوده‌است.